# Stuart Cooper
Stuart W. Cooper, né en 1942 à Hoboken, dans le New Jersey, est un écrivain, acteur et réalisateur américain.
Cooper a vécu en Grande-Bretagne dans les années 1960 et 70 où il joue le rôle de Roscoe Lever dans Les Douze Salopards (The Dirty Dozen).
Son film Little Malcolm (1974) participe à la vingt-quatrième Berlinale de 1974 où il remporte l'Ours d'argent. L'année suivante, son film  Overlord gagne l'Ours d'argent à la 25e Berlinale de 1975.

## Filmographie

### Réalisateur
| Titre                                   | Année |
| --------------------------------------- | ----- |
| A Test of Violence (en)                 | 1970  |
| Kelly Country                           | 1973  |
| Little Malcolm                          | 1974  |
| Overlord                                | 1975  |
| The Disappearance                       | 1977  |
| Les Feux de l'été (The Long Hot Summer) | 1985  |
| Christmas Eve                           | 1986  |
| Payoff                                  | 1991  |
| One Special Victory                     | 1991  |
| \|Rubdown                               | 1993  |
| Dancing with Danger                     | 1994  |
| Bitter Vengeance                        | 1994  |
| Out of Annie's Past                     | 1995  |
| Dead Ahead                              | 1996  |
| Bloodhounds II                          | 1996  |
| Un billet pour le danger (The Ticket)   | 1997  |
| The Hunted                              | 1998  |
| Chameleon                               | 1998  |

| Titre                      | Année |
| -------------------------- | ----- |
| A.D.                       | 1985  |
| The Fortunate Pilgrim (en) | 1988  |